# Frederic Tudor
Frederic Tudor (* 4. September 1783 in Boston, Massachusetts; † 6. Februar 1864 ebenda) war ein US-amerikanischer Geschäftsmann, der im Handel mit Natureis tätig war. Er war Gründer der Tudor Ice Company.

## Leben
Tudor wurde 1783 als der dritte Sohn von William Tudor, eines reichen Rechtsanwaltes aus Boston, geboren. Obwohl sein älterer Bruder William Tudor (1779–1830) einer der führenden Schriftsteller Bostons wurde, verzichtete Tudor auf die damals der Elite vorbehaltene Chance in Harvard zu studieren und lernte ab dem 13. Lebensjahr das Leben eines Geschäftsmannes von der Pike auf.

## Der „Ice King“
Nachdem er die karibischen Inseln besuchte, beschloss er sein Glück mit dem Export von Eis aus Massachusetts dorthin zu versuchen. Ab 1805 begann er mit dem Versand des in den nördlichen Staaten gewonnenen Eises, das er zuerst von Charlestown (Boston) nach Martinique und Jamaika zur Bekämpfung des Gelbfiebers und ab 1815 auch nach Havanna, Charleston und New Orleans lieferte. 1820 baute Tudor in New Orleans ein großes Eislagerhaus und dehnte seinen Handel bis Rio de Janeiro und Kalkutta aus. Aufgrund seines Erfolges im Natureisgewerbe wurde er in Boston auch „Ice King“ genannt. Durch den Export von Natureis in die Karibik, Europa und Indien kam Tudor schließlich zu Reichtum.

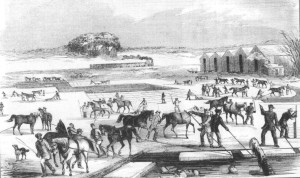
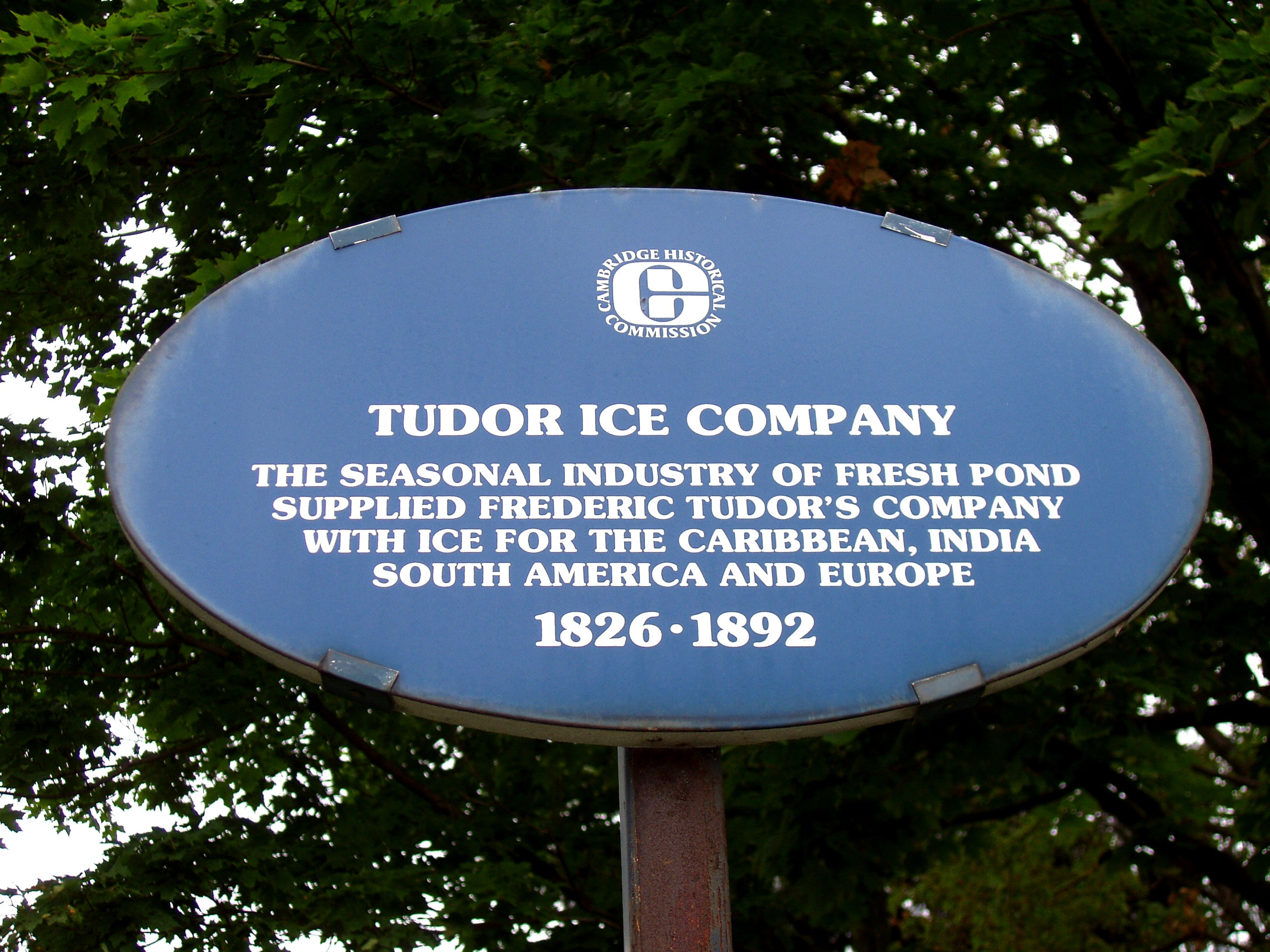
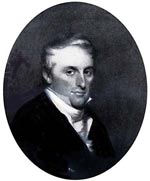
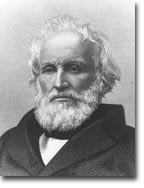